# Войтех Замаровський
Войтех Замаровський (словац. Vojtech Zamarovský, чеськ. Vojtěch Zamarovský, 5 жовтня 1919, Тренчин — 26 липня 2006, Прага) — словацько-чеський письменник, автор багатьох науково-популярних праць і дослідник античної історії Греції, Риму, Єгипту, Месопотамії, Шумеру; перекладач з англійської, німецької, французької та латинської мов.

## Біографічні відомості
Войтех Замаровський вивчав право та економіку в Братиславі і Празі. Після цього переїхав до Праги і працював на різних державних посадах. Здобув ступінь доктора юридичних наук. Член Комуністичної партії Чехословаччини, інформатор спеціальної поліції.
В останні роки страждав від хвороби Паркінсона, і провів останні два місяці свого життя в комі.

## Основні праці
З 1956 року працював тільки як письменник. Книги Войтеха Заморовського стосуються переважно життя стародавніх народів Середземномор'я та Межиріччя. Писав і словацькою, і чеською мовами. Праці Войтеха Замаровського перекладені багатьма мовами світу.
- Bohovia a hrdinovia antických bájí (1969) [Боги і герої античних міфів] — словник давньогрецької міфології
- Bohovia a králi starého Egypta (1986) [Боги і царі Стародавнього Єгипту]
- Dejiny písané Rímom (1971) [Історія, написана Римом]
- Grécky zázrak (1974) [Грецьке диво] — історія Стародавньої Греції
- Ich veličenstvá pyramídy (1977) [Їх величності піраміди]
- Na počiatku bol Sumer (1966) [Спочатку був Шумер]
- Objavenie Tróje (1962) [Відкриття Трої]
- Vzkriesenie Olympie (1978) [Воскресіння Олімпії]
- Za siedmimi divmi sveta (1960) [За сімома чудесами світу]
- Za tajemstvím říše Chetitů (1961) [Слідами таємниць держави хеттів]

## Видано українською
Їх величності піраміди.—К.:Веселка, 1988.—376 с.:іл., тир.115 тис.— ISBN 5-301-00088-8.
Спочатку був Шумер. — К.: Веселка, 1983.